# 崔富一
崔富日（朝鲜语：／，1945年7月17日—），朝鮮民主主義人民共和国軍人、政治人物。朝鲜民主主义人民共和国国防委员会委员、人民保安部部长及最高人民會議法制委員會委員長，大将衔。朝鲜劳动党中央政治局候补委员兼中央军事委员会委员。

## 履历
1992年4月，被授予人民军少将军衔，1995年10月晋升为中将，担任朝鲜人民军副总参谋长一职。1998年9月当选第10届最高人民会议代议员，2006年4月和2010年9月，接连晋升为人民军上将、大将。
2010年9月，当选朝鲜劳动党中央委员会委员兼中央军事委员会委员。
2005年10月延亨默、2010年11月赵明禄、2011年12月金正日去世时，担任国家治丧委员会委员。

## 金正恩时代
崔富日原隶属朝鲜人民军一军团的篮球运动员，经军队干部推荐进入金日成军事综合大学，毕业后成为军官。20世纪90年代中期，他凭借体育特长当上了人民军体育指导委员长，开始掌管4.25体育团。曾自荐成为金正哲和金正恩的篮球教练，并在平壤中心区域的国家队体育馆成立了“王室篮球队”。朝鲜国家篮球队全员被借调成为金正哲和金正恩的陪练，曾传出进军美国NBA身高2米36的李明勳也在其中。
2014年3月，崔富日在當屆的最高人民會議選舉中當選為代議員。2019年4月，獲委任為國務委員會委員及最高人民會議法制委員會委員長。翌年4月，被免去國務委員會委員。